# Lars Svedberg
Lars Svedberg, född 23 januari 1945 i Helsingfors, är en finländsk skådespelare, regissör och teaterchef.

## Biografi
Svedberg spelade 1967–1969 vid Helsingfors stadsteater. Han var åren 1969–1972 skådespelare, regissör och teaterchef vid Åbo svenska teater, 1974–1996 skådespelare vid Finlands nationalteater (biträdande teaterchef 1989–1996, konstnärlig ledare 1980–1982), och 1996–2002 chef vid Svenska Teatern i Helsingfors.

## Filmografi (urval)
- 1978 – Det tredje offret
- 1978 – Män kan inte våldtas
- 1978 – Stadsbor
- 1984 – Dirty Story
- 2000 – Presidenten
- 2000 – Falkenswärds möbler (TV-serie)
- 2003 – Sibelius
- 2003 – Operation Stella Polaris